# Opérateur télégraphiste
 (septembre 2008).
Si vous disposez d'ouvrages ou d'articles de référence ou si vous connaissez des sites web de qualité traitant du thème abordé ici, merci de compléter l'article en donnant les références utiles à sa vérifiabilité et en les liant à la section « Notes et références ».
L'opérateur télégraphiste était un métier apparu en France, en Europe et en Amérique du Nord au milieu du XIXe siècle. Le terme désignait plusieurs métiers différents selon les territoires. Les opérateurs de télégraphe électrique pouvaient être employés par des administrations (PTT en France) ou des sociétés privées : sociétés de chemin de fer ou opérateurs de télécommunication (par exemple l'American Telegraph Company aux États-unis).
Au début du XXe siècle, le métier de radiotélégraphiste s'est développé avec l’avènement de la TSF, à terre ou sur des navires militaires ou civils.

## En France
L’opérateur télégraphiste était un employé de l'Administration du Télégraphe puis des PTT.

## [1]En Amérique du Nord
L’opérateur télégraphiste était un cheminot dont la fonction était de transmettre aux trains des ordres de marche provenant du contrôleur de circulation ferroviaire et de transmettre à ce dernier le progrès de la circulation des trains.
Il pouvait aussi manœuvrer les aiguillages adjacentes à la gare où il était posté, soit directement, soit au moyen d’une télécommande généralement électrique.
Dans les petites gares, il pouvait également tenir le rôle d’agent s’occupant de la vente des billets et de la consignation des marchandises.
L’opérateur télégraphiste a disparu avec la généralisation de procédures sécuritaires permettant la communication par radio des ordres de marche.